# Bel'sky (huyện)
Huyện Bel'sky (tiếng Nga: ? райо́н) là một huyện hành chính tự quản (raion), của Tỉnh Tver, Nga. Huyện có diện tích 2345 km². Trung tâm của huyện đóng ở Belyy.